# René Panhuis
René Panhuis (Amsterdam, 26 augustus 1964) is een Nederlands voormalig profvoetballer die als verdediger speelde.

## Carrière
Panhuis doorliep de jeugdopleiding van Ajax en zat vanaf begin/half 1983 bij de selectie van het eerste team. Hij werd als 1 van de grootste talenten in Nederland gezien, na ploeggenoot Gerald Vanenburg. Panhuis maakte zijn debuut op 9 oktober 1983 in de wedstrijd in de eerste ronde van de KNVB beker 1983/84 uit tegen HOV (0-5) als invaller na 77 minuten voor Marco van Basten. Hij zou nog meermaals op de bank zitten, onder meer in de competitie en in de uitwedstrijd in de Europacup I 1983/84 bij Olympiakos Piraeus in Griekenland op 28 september 1983, maar zou verder enkel in vriendschappelijke wedstrijden spelen voor Ajax. In 1985 ging hij via een samenwerkingsverband tussen de clubs naar Telstar. Tussen 1989 en 1991 kwam Panhuis uit voor Cambuur en vervolgens speelde hij tot 1995 voor AZ. Daar leverde hij in april 1994 na een incident zijn contract in maar bleef toch nog een seizoen. Hij sloot zijn profloopbaan in 1997 af bij Telstar en speelde nog in het amateurvoetbal voor het zaterdagteam van AFC. Nadien werd hij trainer in het amateurvoetbal. 
Hij was Nederlands jeugdinternational en nam deel aan het Europees kampioenschap voetbal onder 18 - 1982 en het  Wereldkampioenschap voetbal onder 20 - 1983.